# 千葉北部酪農農業協同組合
千葉北部酪農業協同組合（ちばほくぶらくのうのうぎょうきょうどうくみあい）は、千葉県八千代市に本部を置く酪農の専門農協である。

## 概要
千葉県千葉郡八千代町の酪農家を中心として1951年に組合を設立。千葉県内の小学校・中学校の学校給食用の牛乳や、消費生活協同組合を中心に飲用牛乳を供給してきた。八千代市を中心とした周辺の一部スーパーマーケットでも「八千代牛乳」ブランドで購入は可能。

## 沿革
- 1951年（昭和26年）12月 - 旧八千代町酪農家を中心に組合結成
- 1955年（昭和30年）7月 - 工場設置。東京保証牛乳を通じ出荷開始
- 1964年（昭和39年） - 牛乳びんとキャップに「天然」の文字を追加(「八千代天然牛乳」となる)
- 1986年（昭和61年） - 殺菌温度を78℃・20秒間に改善
- 1990年（平成2年）- 殺菌温度を75℃・15秒間に改善
- 1998年（平成10年） - 八千代工場がHACCP認証工場になる
- 2015年（平成27年） - 八千代工場を閉鎖し、成田工場操業開始。